# 魏少游
魏少游（？—771年），字少游，邢州钜鹿县（今河北省巨鹿县）人，唐朝官员。
魏少游有官吏才干。唐玄宗天宝末年，担任朔方水陆转运副使。唐肃宗幸灵武，魏少游知朔方留后。历任陕州刺史、卫尉卿、刑部侍郎、京兆尹。唐代宗大历初年，为洪州刺史，充江南西道都团练观察等使，进刑部尚书，改封赵国公。魏少游四次担任京兆尹，虽无赫赫名，在位廉洁谨慎，善于用人，有规检。